# Žahenberc
Žahenberc este o localitate din comuna Rogatec, Slovenia, cu o populație de 285 de locuitori.